# Trottoir traversant
Un trottoir traversant est une manière d'aménager certains carrefours où ce n'est pas la voie de circulation générale mais le trottoir qui est continu.
Certains pays utilisent des dénominations avoisinantes traverse piétonne surélevée, trottoir continu, trottoir traversant, elevated crosswalk, continuous sidewalk.

## Idée

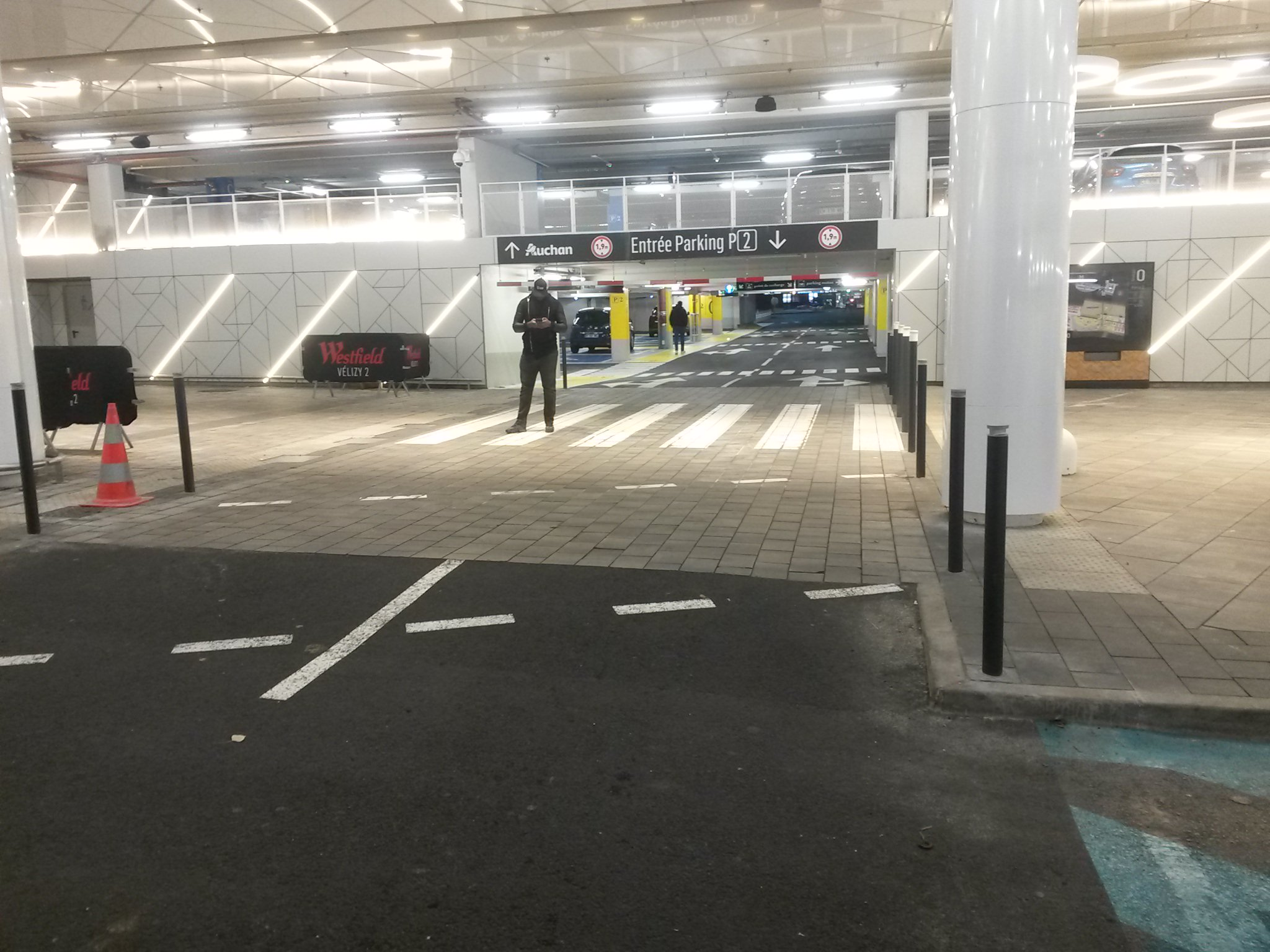
Trottoir traversant dans un parking de centre commercial

Habituellement en ville au niveau d'un croisement, le trottoir s'arrête et les piétons doivent s'introduire sur l'espace des voitures afin de traverser. La séparation est visuelle, bien sûr, et également très marquée physiquement par la bordure de trottoir qui marque la limite du trottoir.
Dans un carrefour à trottoir traversant, la situation est inversée. C'est le trottoir qui est continu : il n'y a pas de discontinuité visuelle ou physique pour les piétons. Cela peut se manifester par un trottoir qui s'abaisse en pente douce au niveau du croisement, auquel cas les automobilistes auront à franchir un rebord de trottoir de hauteur inférieure à un rebord de trottoir habituel ; ou bien un trottoir dont la hauteur reste constante, et dans ce cas les automobilistes auront à franchir un aménagement de même sorte qu'un ralentisseur habituel de type dos d'âne.

## Conséquences
Le concept du trottoir traversant est l'aboutissement d'une réflexion tendant à améliorer le confort et la sécurité du piéton en ville. Comme la perte de priorité  d'un automobiliste lorsqu'il tourne est matérialisée par le franchissement du trottoir, il aura tendance à ralentir plus franchement. Ainsi les piétons sont plus en sécurité. Ce ralentissement quasi obligatoire protège également les cyclistes contre d'éventuelles queues de poisson de la part des automobilistes tournant à droite.
Le trottoir traversant a aussi des effets visuels et psychologiques. En augmentant visuellement la surface de ville dévolue aux piétons, et en montrant clairement que ce sont eux qui sont prioritaires aux croisements, le trottoir traversant établit la circulation piétonne comme le mode de transport privilégié en ville.

## Principe
Certaines études entrevoient dans le trottoir traversant la capacité d'une vitesse de circulation de 40 km/h, 30 km/h, voire 20 km/h, selon les caractéristiques des dispositifs tels que la hauteur de surélévation choisie ou  la combinaison avec un dos d’âne allongé plus ou moins loin en amont de la traverse.

## Performance
D'après certaines études, les collisions seraient réduites de 70 % dans ces intersections à traverses piétonnes surélevées. À ce titre cette solution est meilleure que des carrefours giratoires (57 %) et divers outils de signalisation (46 %).
Les collisions avec blessures peuvent être réduites de 80 %.

## Inconvénients
L'absence de dénivelé peut être une difficulté pour une personne mal voyante qui utilise le dénivelé pour percevoir la limite entre la chaussée et le trottoir.

## Législation
Le trottoir traversant est reconnu par la législation belge depuis janvier 2004 (dispositions « code de la rue » destinées à pacifier la circulation en milieu urbain et à favoriser les usagers fragiles),.
En France il y a un vide juridique concernant cet aménagement. Il est considéré comme un trottoir habituel : les automobilistes y perdent la priorité mais il doit être marqué des bandes signalant un passage piéton (on parle de passage piéton surélevé)[Information douteuse].
Le trottoir traversant va dans le sens de l'article 7.3 de la convention de Vienne sur la circulation. Cette convention a été signée entre autres par la France et la Belgique.

## Expérimentations
En 2018, ce concept est testé sous l’appellation intersections surélevées dans certains pays, dont Maurice avec cinq croisements à Port-Louis, un à Flic-en-Flac, et trois sur la route côtière.
Selon la National Association of City Transportation Officials les intersections surélevées sont utiles aux passages piétons en ayant une route  au même niveau que le trottoir avec des bornes pour éviter que les véhicules ne roulent sur les espaces piétons.
Ces dispositifs sont utilisés dans certaines municipalités canadiennes, comme Montréal, Toronto, Vancouver, Surrey et Calgary.
Des expérimentations ont également été réalisés dans divers pays : Espagne, Pays-Bas, Israël, États-Unis, Suède, ou Pologne.